# Junco (aves)
Junco é um gênero de ave da família Emberizidae.

## Espécies
Quatro espécies são reconhecidas para o gênero Junco:
- Junco bairdi (Ridgway, 1883)
- Junco hyemalis (Linnaeus, 1758)
- Junco insularis Ridgway, 1876
- Junco phaeonotus (Wagler, 1831)
- Junco vulcani (Boucard, 1878)